# جوزيف هيكي
جوزيف هيكي (بالإنجليزية: Joseph J. Hickey)‏ هو بروفيسور وعالم طيور أمريكي، ولد في 16 أبريل 1907، وتوفي في 31 أغسطس 1993.